# Jacques Lefèvre
Jacques Lefèvre, född 1 februari 1928 i Marseille, död 12 januari 2024 i La Rochelle, var en fransk fäktare.
Lefèvre blev olympisk bronsmedaljör i sabel vid sommarspelen 1952 i Helsingfors.